# Aleksandr Murałow
Aleksandr Iwanowicz Murałow (ros. Александр Иванович Муралов, ur. 14 czerwca 1886 w miasteczku Grieczeskije Roty w okręgu taganroskim Obwodu Wojska Dońskiego, zm. 30 października 1937 w Moskwie) – radziecki polityk.
Od 1905 członek SDPRR, bolszewik, we wrześniu 1907 aresztowany, zwolniony, 1912 ukończył studia na Uniwersytecie Moskiewskim, w latach 1913-1915 agronom w powiecie kaszyrskim w guberni tulskiej, kierownik laboratorium w Werchnodniprowsku, ponownie aresztowany. Od marca 1917 członek Rady Sierpuchowskiej, od listopada 1917 przewodniczący aleksinskiego komitetu powiatowego SDPRR(b) (gubernia tulska), przewodniczący komitetu wykonawczego aleksinskiej rady powiatowej, 1919-1920 komisarz wojskowy guberni tulskiej. Od 14 czerwca do 16 sierpnia przewodniczący moskiewskiego gubernialnego Sownarchozu, 1920-1923 przewodniczący Dońskiego Obwodowego Sownarchozu, od maja 1923 do marca 1928 przewodniczący Komitetu Wykonawczego Niżnonowogrodzkiej Rady Gubernialnej, od 1928 do grudnia 1929 zastępca ludowego komisarza rolnictwa RFSRR. Od 24 grudnia 1929 do 17 maja 1934 ludowy komisarz rolnictwa RFSRR, od marca 1933 do 1936 zastępca ludowego komisarza rolnictwa ZSRR, od sierpnia 1933 do 1936 przewodniczący Wszechzwiązkowego Komitetu Przesiedleńczego przy Radzie Komisarzy Ludowych ZSRR, od czerwca 1935 do lipca 1937 prezydent Wszechzwiązkowej Akademii Nauk Rolniczych im. Lenina.
W czasie wielkiej czystki 29 czerwca 1937 aresztowany przez NKWD. 29 października 1937 skazany na śmierć przez Wojskowe Kolegium Sądu Najwyższego ZSRR, następnego dnia rozstrzelany. Ciało skremowano w krematorium na Cmentarzu Dońskim, prochy pochowano anonimowo. 30 czerwca 1956 pośmiertnie zrehabilitowany.
Młodszy brat Nikołaja Murałowa.